# Septvaux
Septvaux ist eine französische Gemeinde mit 179 Einwohnern (Stand: 1. Januar 2022) im Département Aisne in der Region Hauts-de-France. Sie gehört zum Arrondissement Laon und zum Kanton Vic-sur-Aisne.

## Geographie
Die Gemeinde Septvaux liegt im Nordwesten des Höhenzuges Chemin des Dames, 18 Kilometer westlich von Laon. Hier entspringt das Flüsschen Servais unter dem Namen Ménil. Nachbargemeinden von Septvaux sind Saint-Gobain im Norden, Prémontré im Osten, Fresnes-sous-Coucy im Süden sowie Barisis-aux-Bois im Westen.

## Bevölkerungsentwicklung
| Jahr                       | 1962 | 1968 | 1975 | 1982 | 1990 | 1999 | 2006 | 2012 | 2022 |
| -------------------------- | ---- | ---- | ---- | ---- | ---- | ---- | ---- | ---- | ---- |
| Einwohner                  | 214  | 200  | 213  | 161  | 183  | 202  | 204  | 164  | 179  |
| Quellen: Cassini und INSEE |      |      |      |      |      |      |      |      |      |

## Sehenswürdigkeiten
- Kirche Sainte-Marie-de-l’Assomption, Monument historique seit 1909

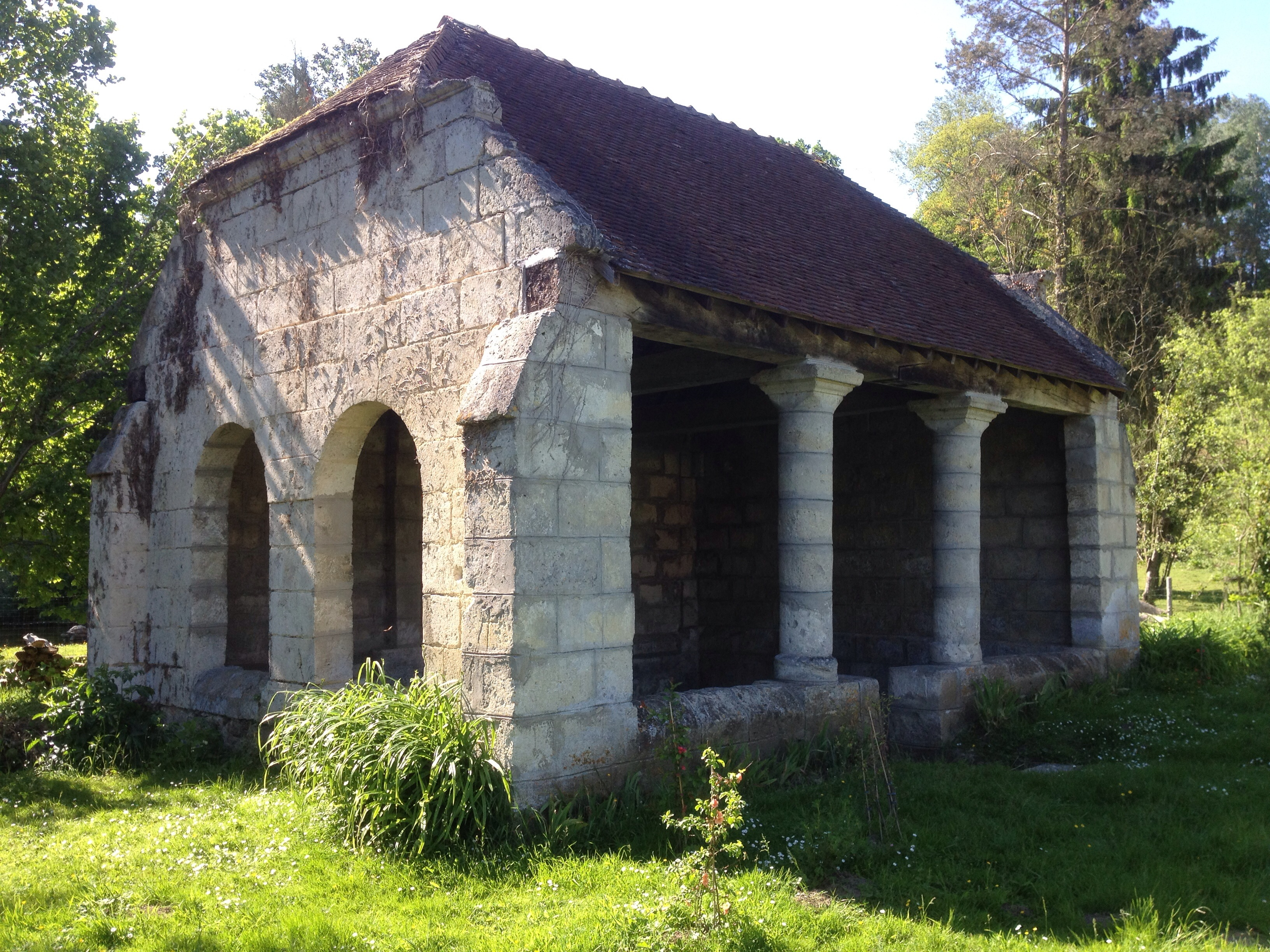
Lavoir

- Lavoir